# Allen Iverson
Allen Ezail Iverson (Hampton, 7 juni 1975) is een voormalig Amerikaans basketballer die lange tijd in de NBA speelde voor verschillende teams. Iverson speelde meestal als point guard of als shooting guard.

## Carrière
Zijn moeder was 15 jaar toen hij werd geboren en zijn vader verliet haar erg vroeg. Hij speelde basketbal aan de universiteit van Georgetown. Iverson werd als eerste aangetrokken in 1996 door de Philadelphia 76ers. Hier speelde hij tien jaar lang. Hij speelde er met nummer 3. Iverson stond vooral bekend om zijn snelheid, zijn lay-ups en zijn cross-overs. In zijn eerste seizoen werd hij verkozen tot Rookie van het jaar (1996-97), in 2001 is hij verkozen tot MVP (Most Valuable Player) van de NBA, verder startte hij in zeven opeenvolgende All-Star Games (2000-2006) - waarbij hij tweemaal tot MVP gekroond werd (2001 en 2005) - en mocht hij meespelen in het nationale team van de Verenigde Staten. Het absolute hoogtepunt in zijn carrière is de NBA-finale tegen de Los Angeles Lakers in 2001, waarin hij de zegereeks van de LA Lakers één wedstrijd kon dwarsbomen. Hij was toen ook MVP van het jaar.   
In januari 2007 ging hij spelen voor de Denver Nuggets. Daar is hij gaan spelen omdat hij eens een ander avontuur wilde, zoals hij zelf zei, maar eigenlijk vooral om eens een NBA-titel te kunnen winnen. Vervolgens ging hij in november 2008 naar de Detroit Pistons. Hij werd geruild voor Chauncey Billups, Antonio McDyess en Cheikh Samb. In september 2009 ging hij een eenjarig contract aan met de Memphis Grizzlies. Na twee maanden keerde hij voor een seizoen terug naar de Sixers.
Op 26 oktober 2010 meldt Yahoo! Sport dat Iverson ingestemd heeft met een tweejarig contract van $4 miljoen netto per jaar met de Turkse basketbalclub Beşiktaş JK. De club kondigde de ondertekening aan tijdens een persconferentie in New York op 29 oktober 2010. Iverson maakte zijn debuut voor Beşiktaş op 16 november 2010, tijdens een EuroCupduel tegen het Servische Hemofarm. Iverson scoorde 15 punten in 23 minuten. 
In augustus 2013 zette Iverson een punt achter zijn spelersloopbaan.

## Cluboverzicht
| Seizoen          | Team                | Land             |
| ---------------- | ------------------- | ---------------- |
| 1996/97          | Philadelphia 76ers  | Verenigde Staten |
| 1997/98          | Philadelphia 76ers  | Verenigde Staten |
| 1998/99          | Philadelphia 76ers  | Verenigde Staten |
| 1999/00          | Philadelphia 76ers  | Verenigde Staten |
| 2000/01          | Philadelphia 76ers  | Verenigde Staten |
| 2001/02          | Philadelphia 76ers  | Verenigde Staten |
| 2002/03          | Philadelphia 76ers  | Verenigde Staten |
| 2003/04          | Philadelphia 76ers  | Verenigde Staten |
| 2004/05          | Philadelphia 76ers  | Verenigde Staten |
| 2005/06          | Philadelphia 76ers  | Verenigde Staten |
| 2006/07          | Denver Nuggets      | Verenigde Staten |
| 2007/08          | Denver Nuggets      | Verenigde Staten |
| 2008 okt./nov.   | Denver Nuggets      | Verenigde Staten |
| 2008 (nov.)/2009 | Detroit Pistons     | Verenigde Staten |
| 2009 (nov.)      | Memphis Grizzlies   | Verenigde Staten |
| 2009 (dec.)/2010 | Philadelphia 76ers  | Verenigde Staten |
| 2010             | Beşiktaş Cola Turka | Turkije          |